# Забуваючи про всіх інших
«Забуваючи про всіх інших» (англ. Forsaking All Others) — американська комедійна мелодрама режисера В. С. Ван Дайка 1934 року.

## Сюжет
Одного прекрасного дня три друзі дитинства, Мері Клей, Діллон Тодд та Джеф Вілльямс, зустрілися знову і для кожного ця зустріч запам'ятається надовго.
Життєрадісний Джеф тільки що повернувся з Іспанії, де заробив за два роки пристойні гроші, поспішає до Мері Клей — дівчини, в яку він був таємно закоханий ще хлопчиськом. Він хоче запропонувати їй свою руку і серце.
Але, на жаль, він прибуває напередодні її весілля зі своїм другом дитинства Діллоном Тодом. Приголомшений Джеф, намагаючись не видати своєї досади, вітає молодих. Однак у ніч перед весіллям Діллон зустрічає свою першу любов — дівчину Коні і одружується на ній. Проходить деякий час, і він розуміє, що зробив фатальну помилку — його любов до Мері, як і раніше, сильна.
Пройшовши через кілька навіжених ситуацій, Мері та Діллон знову призначають весілля. Джеф уже не в силах стримувати своїх почуттів і відкриває серце Мері й знову виникає ситуація, у якій Мері треба вирішити з ким же їй піти під вінець.

## У ролях
- Роберт Монтгомері — Діллон Тодд
- Джоан Кроуфорд — Мері Клей
- Кларк Гейбл — Джеф Вілльямс
- Чарльз Баттерворф — Шемп
- Біллі Берк — тітка Пола
- Френсіс Дрейк — Конні Барнс Тодд
- Розалінд Расселл — Елеонор